# Fanis Katerjanakis
Teofanis „Fanis” Katerjanakis (gr. Θεοφάνης Κατεργιαννάκης; ur. 16 lutego 1974 w Salonikach) – grecki piłkarz grający na pozycji bramkarza w AO Kawala.

## Kariera
Fanis Katerjanakis zaczynał karierę w Arisie Saloniki, gdzie grał aż do 2002 roku, kiedy to przeszedł do Olympiakosu Pireus. W Pireusie zdobył mistrzostwo Grecji w sezonie 2003–2004. Następnym zespołem w karierze 34-letniego zawodnika było włoskie Cagliari Calcio. Po jednym sezonie przeszedł do Iraklisu Saloniki, gdzie był jedynie rezerwowym. W 2008 roku przeszedł do Kawali i awansował z nią w 2009 roku z drugiej ligi do pierwszej.
W reprezentacji Grecji Kateriannakis rozegrał 6 meczów, a w 2004 roku wraz z kolegami zdobył Mistrzostwo Europy.